# Banisteriopsis pauciflora
Banisteriopsis pauciflora là một loài thực vật có hoa trong họ Malpighiaceae. Loài này được (Kunth) C.B.Rob. mô tả khoa học đầu tiên năm 1910.